# Musièges
Musièges és un municipi francès situat al departament de l'Alta Savoia i a la regió d'Alvèrnia-Roine-Alps. L'any 2007 tenia 309 habitants.

## Demografia

### Població
El 2007 la població de fet de Musièges era de 309 persones. Hi havia 108 famílies de les quals 16 eren unipersonals (8 homes vivint sols i 8 dones vivint soles), 28 parelles sense fills, 52 parelles amb fills i 12 famílies monoparentals amb fills.
La població ha evolucionat segons el següent gràfic:
Habitants censats

### Habitatges
El 2007 hi havia 132 habitatges, 111 eren l'habitatge principal de la família, 11 eren segones residències i 10 estaven desocupats. 120 eren cases i 11 eren apartaments. Dels 111 habitatges principals, 90 estaven ocupats pels seus propietaris, 18 estaven llogats i ocupats pels llogaters i 3 estaven cedits a títol gratuït; 3 tenien dues cambres, 18 en tenien tres, 27 en tenien quatre i 63 en tenien cinc o més. 90 habitatges disposaven pel capbaix d'una plaça de pàrquing. A 31 habitatges hi havia un automòbil i a 74 n'hi havia dos o més.

### Piràmide de població
La piràmide de població per edats i sexe el 2009 era:
| Homes | Edats   | Dones |
| ----- | ------- | ----- |
| 0     | 95 o +  | 0     |
| 0     | 90 a 94 | 0     |
| 0     | 85 a 89 | 0     |
| 0     | 80 a 84 | 0     |
| 0     | 75 a 79 | 0     |
| 4     | 70 a 74 | 0     |
| 8     | 65 a 69 | 8     |
| 8     | 60 a 64 | 12    |
| 8     | 55 a 59 | 8     |
| 16    | 50 a 54 | 4     |
| 12    | 45 a 49 | 16    |
| 12    | 40 a 44 | 8     |
| 12    | 35 a 39 | 0     |
| 4     | 30 a 34 | 8     |
| 24    | 25 a 29 | 12    |
| 8     | 20 a 24 | 12    |
| 4     | 15 a 19 | 8     |
| 4     | 10 a 14 | 8     |
| 0     | 5 a 9   | 8     |
| 0     | 0 a 4   | 8     |

## Economia
El 2007 la població en edat de treballar era de 212 persones, 178 eren actives i 34 eren inactives. De les 178 persones actives 164 estaven ocupades (94 homes i 70 dones) i 14 estaven aturades (2 homes i 12 dones). De les 34 persones inactives 10 estaven jubilades, 10 estaven estudiant i 14 estaven classificades com a «altres inactius».

### Ingressos
El 2009 a Musièges hi havia 120 unitats fiscals que integraven 326 persones, la mediana anual d'ingressos fiscals per persona era de 21.939 €.

### Activitats econòmiques
Dels 32 establiments que hi havia el 2007, 2 eren d'empreses alimentàries, 2 d'empreses de fabricació de material elèctric, 5 d'empreses de fabricació d'altres productes industrials, 5 d'empreses de construcció, 11 d'empreses de comerç i reparació d'automòbils, 2 d'empreses de transport, 3 d'empreses d'hostatgeria i restauració, 1 d'una empresa de serveis i 1 d'una empresa classificada com a «altres activitats de serveis».
Dels 8 establiments de servei als particulars que hi havia el 2009, 1 era un taller de reparació d'automòbils i de material agrícola, 1 taller d'inspecció tècnica de vehicles, 2 fusteries, 1 electricista i 3 restaurants.
Dels 2 establiments comercials que hi havia el 2009, 1 era una botiga de mobles i 1 una botiga de material de revestiment de parets i terra.
L'any 2000 a Musièges hi havia 8 explotacions agrícoles.

## Poblacions més properes
El següent diagrama mostra les poblacions més properes.